# Kazimierz Miliński
Kazimierz Józef Miliński (ur. 22 maja 1875 w Helenkowie, zm. 3 stycznia 1928 w Wiktorówce) – c.k. urzędnik austriacki, starosta.
Był starostą powiatu brzozowskiego od 1 stycznia 1913 do sierpnia 1918 w czasie I wojny światowej. W tym okresie dbał ze szczególną troską o najuboższych oraz sieroty, jak również starał się zapewnić w miarę możliwości naukę w szkołach. W sierpniu 1918 przeniesiony został na stanowisko starosty powiatu brzeżańskiego. Jego imieniem nazwano w latach 30. XX wieku ulicę w Brzozowie (później przemianowana na plac Grunwaldzki).
Był mężem Stefanii córki posła na Sejm Krajowy Stefana Sękowskiego.